# Ehrenfeld, Pennsylvania
Ehrenfeld är en kommun (borough) i Cambria County i Pennsylvania. Vid 2020 års folkräkning hade Ehrenfeld 203 invånare.

## Kända personer från Ehrenfeld
- Charles Bronson, skådespelare